# Rhinoclemmys pulcherrima
La tartaruga di foresta (Rhinoclemmys pulcherrima (Gray, 1856)) è una specie di tartaruga della famiglia dei Geoemididi.

## Tassonomia
Ne vengono riconosciute quattro sottospecie:
- R. p. pulcherrima (Gray, 1856) (Messico, stati di Guerrero e Oaxaca).
- R. p. incisa (Bocourt, 1868) (El Salvador, Guatemala, Honduras e Nicaragua, Messico).
- R. p. manni (Dunn, 1930) (Costa Rica e Nicaragua).
- R. p. rogerbarbouri (Ernst, 1978) (Messico, stati di Colima, Jalisco, Nayarit, Sinaloa, Sonora).

## Descrizione
Il carapace, lungo circa 200 mm, è di colore variabile, tra le sottospecie, da un marrone chiaro a una livrea variegata con macchie, ocelli e strisce gialle bordate di scuro. La sua forma è più piatta ed ampia nelle sottospecie presenti nelle aree settentrionali della distribuzione e più bombata e stretta nelle sottospecie distribuite a sud. Il piastrone è giallastro con macchie rosse sugli scuti marginali. Sul viso sono presenti sottili linee rosse, vermicolazioni rosse e nere si estendono sulle zampe, la coda, le parti ventrali degli scuti marginali e vicino alla linea mediana del piastrone. È onnivora si nutre di fiori, erbe, frutta, insetti, vermi e pesci. Vengono deposte nel suolo o nella lettiera 1-5 uova, 2-3 volte l'anno, da maggio a dicembre.

## Distribuzione e habitat
Distribuita lungo la costa occidentale del Messico, Costa Rica, Guatemala, Honduras e Nicaragua. Vive in zone ricche di vegetazione come foreste e boscaglie umide, vicino a raccolte d'acqua poco profonde e con fondali melmosi e fangosi.

## Conservazione
Considerata una specie non a rischio è tuttavia frequentemente raccolta per il cibo e il commercio di animali domestici. La bellezza e particolarità della sua livrea fa sì che sia molto richiesta nel mercato terraristico. Minacciata anche dalla deforestazione che sta ampiamente riducendo l'areale originale della specie